# Korcan Çelikay
Korcan Çelikay, né le 31 décembre 1987 à Safranbolu en Turquie, est un footballeur turc évoluant au poste de gardien de but au MKE Ankaragücü.

## Carrière club
À la fin de la saison 2005-2006 il passe de l’équipe junior d’Istanbulspor à l’équipe junior de Besiktas JK. Avec Jean Tigana il passe dans l’effectif de Besiktas JK mais il a du mal à se trouver une place dans le cadre effectif. Avec l’arrivée d’Ertuğrul Sağlam, il est prêté à Tepecik au milieu de la saison 2007-2008 et joue onze matchs avec cette équipe.
Il retourne à Besiktas en devenant le troisième gardien de l’équipe pour la saison 2008-2009. Il est un gardien assez grand avec une taille d’un mètre 94, malgré sa taille il est très athlétique, rapide et efficace sur les côtés. Son contrat finit avec Besiktas le 31 mai 2010.

## Carrière internationale
Korcan Çelikay a joué dix matchs internationaux, deux avec la Turquie des moins de 18 ans, sept avec la Turquie des moins de 19 ans et un match avec la Turquie espoirs.